# Masatoshi Nagase
Masatoshi Nagase (永瀬 正敏 Nagase Masatoshi?), (Miyazaki, 15 de julio de 1966) es un actor japonés. Entre sus trabajos destacan sus interpretaciones de Munezo Katagari en The Hidden Blade (2004), Mike Yokohama en Mike Yokohama:A Forest with no Name (2002), Detective Shivusawa en El club del suicidio (2002), Hirada en Cold Fever (1995) y Jun en Mystery Train (1989). 
Obtuvo un Premio de la Academia Japonesa en la categoría de Mejor actor de reparto por la cinta My Sons en 1992. En esta misma categoría obtuvo un premio en el Festival de Cine de Yokohama por la película Funuke Show Some Love, You Losers! en 2008. Obtuvo el premio en la categoría a Mejor actor en los Premios de la crítica cinematográfica de Japón por la cinta Mainichi Kaasan en 2010. Igualmente obtuvo este premio en el Festival de Cine de Yokohama por la película Una pastelería en Tokio en 2016.